# Kamionka (Nidzica)
Kamionka (deutsch Königlich Kamiontken, 1931 bis 1942 Steinau) ist ein kleines Dorf in der polnischen Woiwodschaft Ermland-Masuren. Es gehört zur Gmina Nidzica (Stadt- und Landgemeinde Neidenburg) im Powiat Nidzicki (Kreis Neidenburg).

## Geographische Lage
Kamionka liegt in der südwestlichen Mitte der Woiwodschaft Ermland-Masuren, sechs Kilometer südlich der Kreisstadt Nidzica (deutsch Neidenburg).

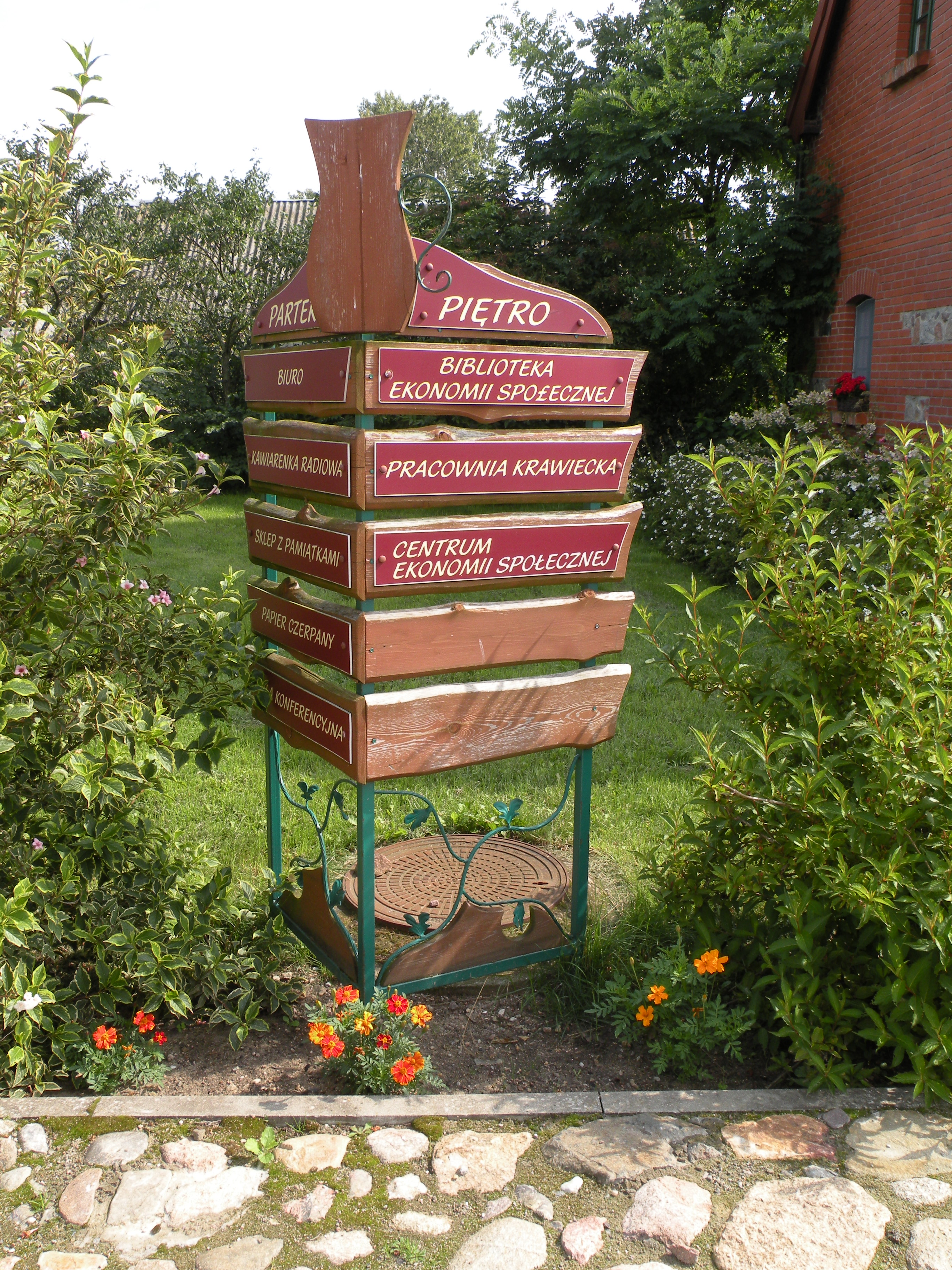
Wegweiser für Besucher in Kamionka

## Geschichte

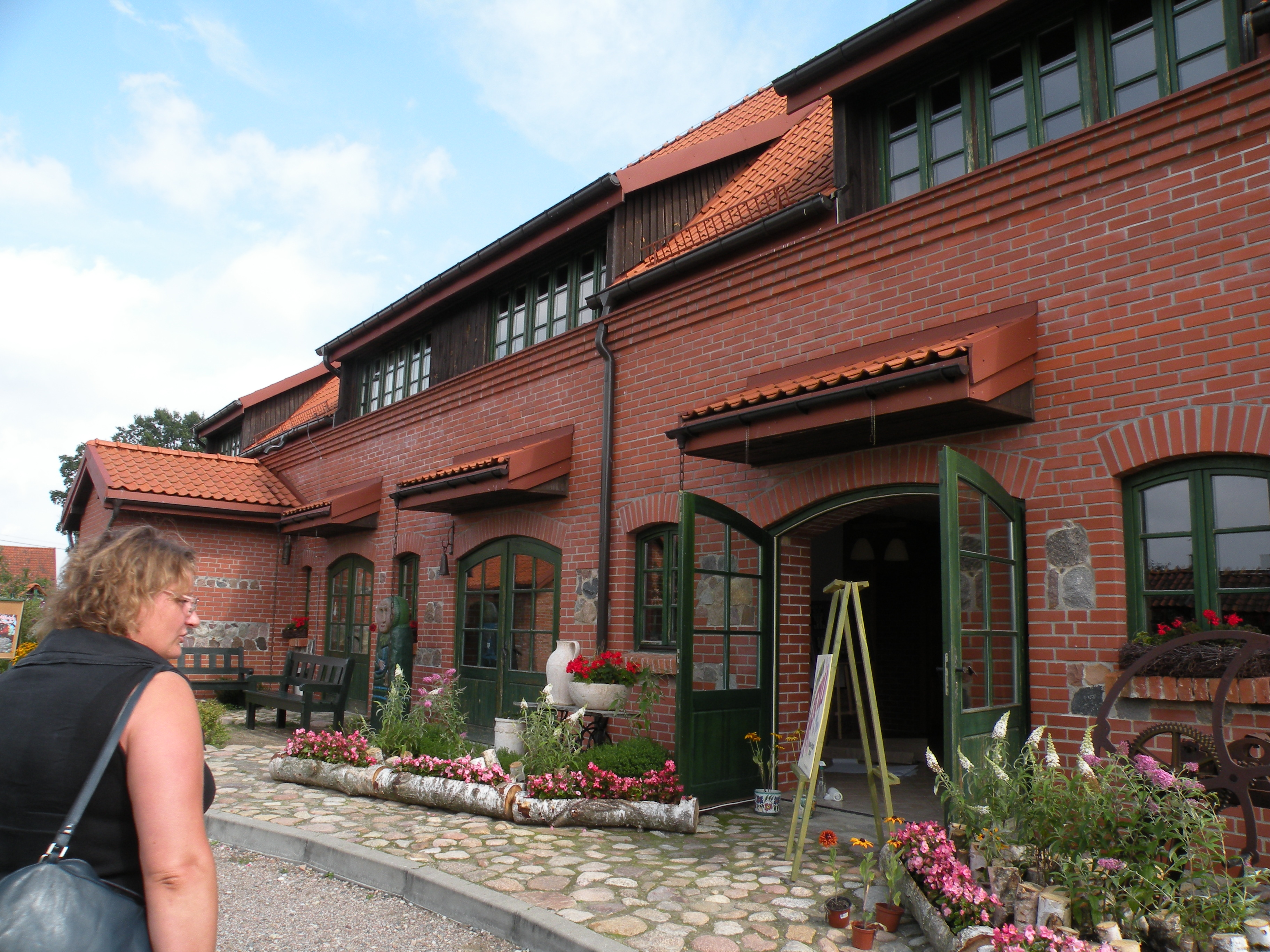
Ehemaliger Pferdestall, heute Handwerkerzentrum in Kamionka

Das ursprünglich Kamiuntki, nach 1579 Camiontken, nach 1785 Königlich Camiontken (mit Zusatz) und nach 1871 Königlich Kamiontken genannte kleine Dorf wurde 1371 gegründet. Im Jahre 1818 zählte der Ort 59 Einwohner, 1871 waren es bereits 103. 
Bei der Errichtung des Amtsbezirks Kandien (Candien, polnisch Kanigowo) im ostpreußischen Kreis Neidenburg  wurde 1874 Königlich Kamiontken eingegliedert. 107 Einwohner waren 1910 in Königlich Kamiontken gemeldet.
Aufgrund der Bestimmungen des Versailler Vertrags stimmte die Bevölkerung in den Volksabstimmungen in Ost- und Westpreußen am 11. Juli 1920 über die weitere staatliche Zugehörigkeit zu Ostpreußen (und damit zu Deutschland) oder den Anschluss an Polen ab. In Königlich Kamiontken stimmten 71 Einwohner für den Verbleib bei Ostpreußen, auf Polen entfielen keine Stimmen.
Am 23. Februar 1931 wurde Königlich Kamiontken in „Steinau“ umbenannt. Die Einwohnerzahl belief sich 1933 auf 121 und 1939 auf 143.

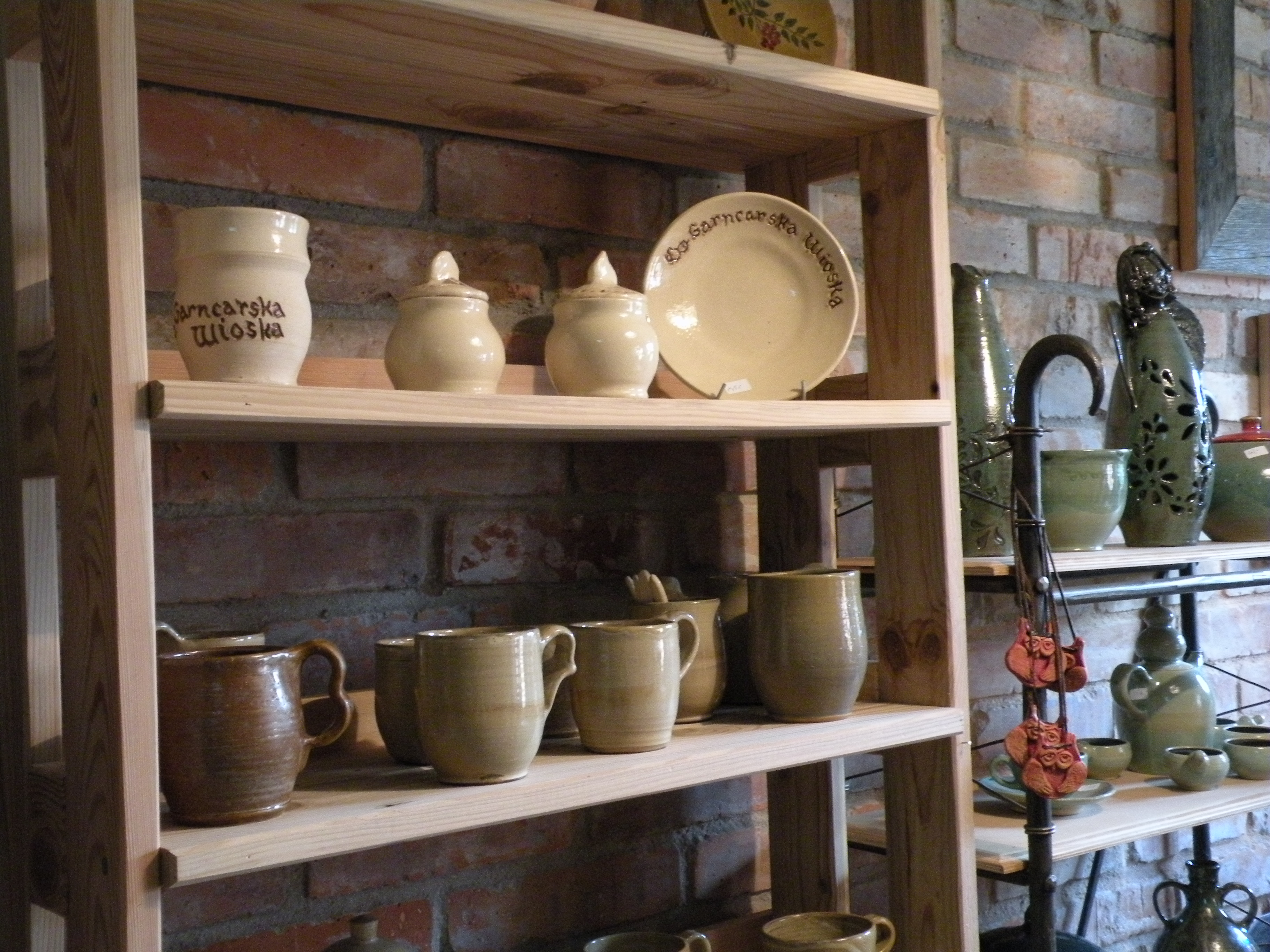
Töpfereiprodukte

Mit dem gesamten südlichen Ostpreußen kam Steinau 1945 in Kriegsfolge zu Polen. Das Dorf erhielt die polnische Namensform „Kamionka“ und ist heute mit dem Sitz eines Schulzenamts (polnisch Sołectwo) eine Ortschaft im Verbund der Gmina Nidzica (Stadt- und Landgemeinde Neidenburg) im Powiat Nidzicki (Kreis Neidenburg), bis 1998 der Woiwodschaft Olsztyn, seither der Woiwodschaft Ermland-Masuren zugeordnet.
Kamionka ist heute ein oft besuchtes Touristenziel. Es rühmt sich als „Garncarz Wioska“ („kleines Töpferdorf“) und mit seinem „Rajskie Ogrody“ („Schaugarten“). Im Jahre 2011 zählte es 60 Einwohner.

## Kirche
Bis 1945 war Königlich Kamiontken resp. Steinau in die evangelische Kirche Kandien in der Kirchenprovinz Ostpreußen der Kirche der Altpreußischen Union eingepfarrt und gehört als Kamionka heute evangelischerseits zur Heilig-Kreuz-Kirche Nidzica in der Diözese Masuren der Evangelisch-Augsburgischen Kirche in Polen. Und war das Dorf vor 1945 in die römisch-katholische Pfarrkirche Neidenburg im damaligen Bistum Ermland eingegliedert, so ist Kamionka heute der Kreuzerhöhungskirche Kanigowo im jetzigen Erzbistum Ermland zugeordnet.

## Verkehr
Kamionka liegt an einer Nebenstraße, die den Abzweig Nidzica-Południe (Neidenburg-Süd) der Schnellstraße 7 (Danzig–Warschau) mit Zalesie (Salleschen) in der Landgemeinde Kozłowo (Groß Koslau, 1938 bis 1945 Groß Kosel) verbindet. Eine Anbindung an den Bahnverkehr besteht nicht.